# 平福町
平福町（ひらふくちょう）は、かつて兵庫県西部(西播磨地区)に存在していた町。佐用郡。本項では町制前の名称である平福村（ひらふくむら）についても述べる。
1955年、佐用町・長谷村・江川村・石井村と合併し、新たに佐用町となったため、地方自治体として消滅した。
旧町域は現在の佐用町北部に相当する。

## 概要
現在の佐用町平福・庵・延吉に相当する。

## 沿革
- 1889年（明治22年）4月1日 - 町村制施行に伴い、平福村・庵村・延吉村が合併し、佐用郡平福村が発足した。
- 1928年（昭和3年）10月1日 - 町制施行し、平福町となる。
- 1955年（昭和30年）3月1日 - 佐用町・長谷村、江川村、石井村と合併し、新たに佐用町（2代目）が発足したため消滅する。

## 地域

### 教育
現在は統廃合により廃止となっている。
- 平福町立平福小学校（佐用町口長谷の利神小学校に統合）
- 平福町・長谷村・石井村組合立利神中学校（佐用町本位田の佐用中学校に統合））

## 交通

### 鉄道
- 智頭急行智頭線:平福駅（当時未開業）

### 道路
- 高速道路
  - 鳥取自動車道 佐用平福IC
- 国道
  - 国道373号
- 県道
  - 兵庫県道161号市場佐用線
  - 兵庫県道443号上三河平福線